# Artillerie lourde à grande puissance

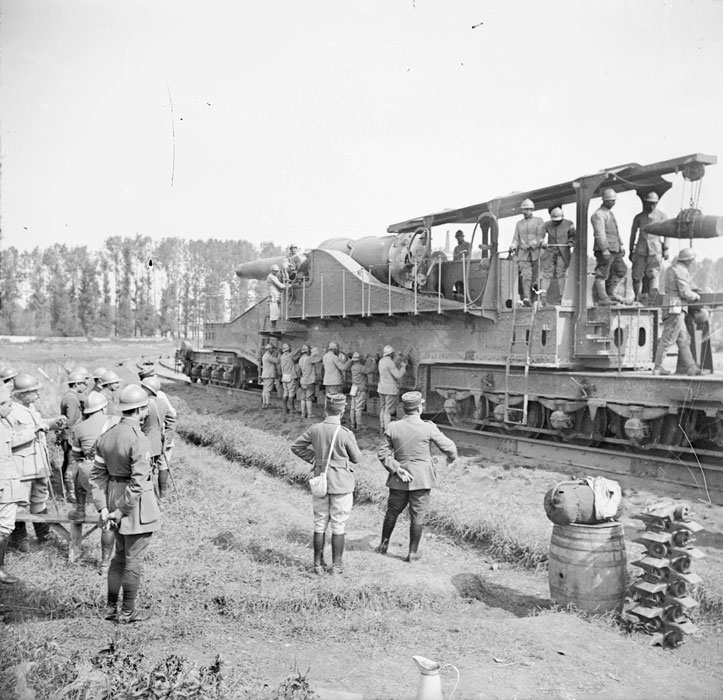
Présentation d'un canon de 320 mm modèle 1870/84 sur voie ferrée à une mission militaire chinoise, en août 1917 à Thierville-sur-Meuse, pendant la seconde bataille de Verdun. Les servants actionnent les vérins abaissant les six traverses d'appui.

L'artillerie lourde à grande puissance (ALGP) était une subdivision de l'artillerie de l'Armée française, créée pendant la Première Guerre mondiale. Elle comprenait les canons et mortiers de très gros calibre, capables de tirer à plus longue distance et avec plus de puissance de destruction que l'artillerie de campagne.
Ces énormes pièces d'artillerie furent utilisées pour toutes les offensives alliées sur le front occidental, leurs batteries organisées pour former administrativement des régiments d'artillerie lourde à grande puissance (RALGP). Progressivement dissous après l'armistice de 1918, ces unités sont remises sur pied lors de la mobilisation de 1939 pour disparaître définitivement pendant l'été 1940.

## Une course aux armements
Au début de la Première Guerre mondiale, la stabilisation du front occidental de septembre à  décembre 1914 — commençant sur le flanc droit français en Alsace-Lorraine et se terminant sur le flanc gauche en Flandre — transforme le conflit en une guerre de tranchées, comparée à l'époque à un gigantesque siège. Les belligérants se retrouvant dans une double impasse tactique et stratégique, ils cherchent une solution en développant notamment l'artillerie : cette dernière adapte donc progressivement son matériel, son organisation et sa doctrine d'emploi.
L'artillerie de campagne française complète les milliers de canons de 75 mm par de l'artillerie lourde, composée essentiellement par quelques centaines de canons aux calibres 105, 120 et 155 mm (les vieux 120 modèle 1878 et 155 modèle 1877, mais aussi les plus modernes 105 modèle 1913 et 155 modèle 1917). Pour défoncer les retranchements allemands (villages fortifiés, abris-cavernes ou redoutes bétonnées) et frapper à longue portée (gares, carrefours routiers ou batteries lourdes), le Grand Quartier général (GQG) demande le 14 octobre 1914 au ministère français de la Guerre des pièces encore plus puissantes, en récupérant celles de l'artillerie navale et de l'artillerie de côte. Étant donné la masse de ces canons, ils doivent être placés sur des plateformes bétonnées ou sur des châssis ferroviaires. Un premier groupe de canons de 19 cm de côte est formé, il est enrichi par l'arrivée de pièces de 240 mm ou de 270 mm de côte, dont les batteries sont progressivement envoyées au front. En novembre 1914, un gros (sa masse est de 53 tonnes) canon G de 240 mm modèle 1884 sur son affût circulaire est transféré de Calais à Pérouse (au bois des Fourches, à l'est du fort de la Justice) pour défendre le camp retranché de Belfort en cas de siège ; puis en décembre 1914, quatre canons de 24 cm modèle 1870-1887 de la batterie des Couplets près de Cherbourg sont envoyés au front, malgré la colère de l'amiral préfet maritime.
Le 25 octobre 1914, le GQG établi une liste des canons à grande puissance qu'il souhaite ; ce programme est approuvé par le ministre de la Guerre le 31 octobre, qui passe commande auprès des arsenaux et des industriels : un canon de 305 mm de marine, deux 274 mm de marine, huit 240 mm de côte et douze 19 cm de côte. Si les canons de marine doivent être d'abord tourillonnés, tous doivent être montés sur un affût, qu'il soit ferroviaire (sur affût-truck) ou à échantignolles (une structure fixe en bois). Ces canons n'arrivent sur le front qu'au début de l'année 1915, constituant des batteries au sein des régiments d'artillerie à pied ou de groupes autonomes, affectés temporairement par le GQG aux différentes armées, complétés par quatre péniches-canonnières dès novembre 1914 et seize autres canons de 240 mm en février 1915. Un nouveau programme de construction est lancé le 9 mars 1915 pour atteindre un total de 201 pièces (dont huit de 400 mm), augmenté les 22 juin 1915, 30 mai 1916, 22 juin 1916 et 24 février 1917 (ce dernier pour 318 nouvelles pièces) : les industriels ont du mal à satisfaire ces commandes, étalant les livraisons sur un voire deux ans.

## Organisation de l'ALGP
Le 28 juin 1915 est créé un commandement de l'artillerie lourde à grande puissance (ALGP), regroupant l'artillerie lourde sur voie ferrée (ALVF), les péniches et plusieurs autres gros tubes, le tout confié au général Vincent-Duportal, avec mission d'assurer la formation et de fixer les conditions d'emploi. L'ensemble est affecté à la réserve générale d'artillerie lourde lors de la création de cette dernière le 14 février 1917.
Les différentes batteries sont regroupées pour former six puis huit régiments d'artillerie lourde à grande puissance (RALGP, prenant les nos 70 à 78) gardés en réserve, en complément d'une partie de l'artillerie lourde de campagne organisée en régiments d'artillerie lourde hippomobile (RALH) ou tractée (RALT), l'autre partie étant dispersée dans les divisions, corps d'armée et armées. Le 70e RALGP a la particularité d'être spécialisé uniquement dans la construction des voies ferroviaires à écartement normal, dont dépend le transport et le ravitaillement en munitions de toute l'ALGP.

## Armement
Les trois calibres les plus utilisés pour l'ALGP furent les 190, 240 et 320 mm, essentiellement des canons de côte modifiés (les dénominations 19, 24 et 32 cm indiquent que les frettes sont en fonte, enserrant le tube en acier). S'y rajoutent huit obusiers de 370 mm modèle 1915 et douze de 400 mm modèles 1915 et 1916, qui sont des canons de marine (de 305 mm et de 340 mm) réalésés : ils défoncèrent le fort de Douaumont en octobre 1916, les tunnels du mont Cornillet en mai 1917 et du Mort-Homme en août 1917.
Au moment de l'armistice, un obusier de 520 mm modèle 1916 est disponible (son jumeau a explosé le 27 juillet 1918 lors d'un tir d'essai à Saint-Pierre-Quiberon), le développement d'une pièce très longue portée (TLP) est en cours (chemisage d'un 340 mm avec un tube plus étroit et très long), tandis que le nouveau 220 mm long modèle 1917 Schneider commence à être livré.
Pour les matériels d'artillerie lourde sur voie ferrée (ALVF), le type d'affût-truck (souvent écrit « truc » à l'époque) dépend de leur masse. Les pièces jusqu'au 240 mm sont montées sur des affûts tous azimuts (TAZ) pivotants, ancrés au sol par des vérins. Les pièces les plus lourdes sont fixées sur des affût-poutres qui ne peuvent tirer que dans l'axe de la voie : un tronçon courbe, appelée épis, sert de circulaire de pointage en direction. Pour les modèles à glissement, le recul est freiné par des traverses en chêne frottant sur des poutrelles parallèles aux rails. Pour les modèles à berceau, le tube glisse dans celui-ci, pour revenir ensuite en position.
| Calibres                                                       | 30/11/1914 | 1/05/1915 | 1/10/1915 | 1/02/1916 | 1/08/1916 | 1/12/1916 | 1/07/1917 | 1/01/1918 | 11/11/1918 |
| -------------------------------------------------------------- | ---------- | --------- | --------- | --------- | --------- | --------- | --------- | --------- | ---------- |
| 14 cm modèles 1887, 1891, 1893 et 1910                         | 0          | 22        | 18        | 24        | 16        | 28        | 12        | 3         | 4          |
| 16 cm modèles 1887, 1891, 1893 et 1893/96                      | 0          | 5         | 17        | 22        | 20        | 28        | 30        | 30        | 37         |
| 19 cm modèles 1870/93 (en), 1916 (en) et 1917 (en)             | 0          | 0         | 16        | 24        | 23        | 24        | 46        | 78        | 100        |
| 200 mm Pérou (en)                                              | 0          | 2         | 0         | 0         | 2         | 2         | 2         | 2         | 2          |
| 240 mm modèles 1870/87, 1884, 1893/96, 1903 (en), 1916 et 1917 | 0          | 2         | 8         | 23        | 33        | 40        | 112       | 148       | 213        |
| 270 mm modèle 1889                                             | 0          | 0         | 12        | 24        | 24        | 48        | 68        | 80        | 84         |
| 274 mm modèles 1887, 1893 et 1893/96                           | 0          | 0         | 2         | 4         | 9         | 6         | 10        | 10        | 7          |
| 293 mm danois                                                  | 0          | 0         | 0         | 6         | 4         | 6         | 6         | 6         | 6          |
| 305 mm modèles 1893/96 et 1917 (en)                            | 0          | 0         | 2         | 6         | 10        | 13        | 11        | 11        | 10         |
| 320 mm modèles 1870/81 (en), 1870/84 (en) et 1870/93 (en)      | 0          | 0         | 0         | 0         | 24        | 40        | 44        | 44        | 44         |
| 340 mm modèles 1893 (en) et 1912                               | 0          | 0         | 0         | 0         | 2         | 4         | 4         | 4         | 6          |
| 370 mm modèle 1915 (en)                                        | 0          | 0         | 4         | 10        | 10        | 10        | 6         | 8         | 4          |
| 400 mm modèle 1915 et 1916                                     | 0          | 0         | 0         | 0         | 8         | 8         | 8         | 8         | 12         |
| 520 mm modèle 1916                                             | 0          | 0         | 0         | 0         | 0         | 0         | 0         | 0         | 1          |

## Fin de l'ALGP
Quelques pièces terminèrent le conflit aux mains des troupes allemandes, notamment celles capturées le 27 mai 1918 car trop lentes à évacuer : deux canons de 16 cm, six de 19 cm, 14 de 240 mm, trois de 274 mm, un de 305 mm et quatre de 340 mm.
L'armistice du 11 novembre 1918 rendit subitement l'ALGP inutile ; toute l'ALVF fut donc rapidement regroupée dans un seul régiment. Le matériel surnuméraire est stocké en entrepôts, voire temporairement à l'air libre. La période de l'entre-deux-guerres fut consacrée à un peu d'entretien et d'exercice.
Les RALGP furent remis en activité lors de la mobilisation d'août à septembre 1939, plusieurs batteries prenant position en arrière de la ligne Maginot. Après quelques rares tirs, faute d'objectifs à leur mesure, l'évacuation des canons fut ordonnée en juin 1940, avant dissolution des unités. Plusieurs tubes capturés par l'Armée allemande ou remis après l'armistice furent réemployés sur le front de l'Est ainsi que sur le mur de l'Atlantique.